# Breithauptita
La breithauptita és un mineral de la classe dels sulfurs, que pertany al grup de la niquelina. Va ser anomenada l'any 1840 per Julius Fröbel en honor del mineralogista saxó Johann Friedrich August Breithaupt (Probstzella, Alemanya, 16 de maig de 1791 - 22 de setembre de 1873). Breithaupt era professor de la Bergakademie a Freiberg, Alemanya i més tard successor de Friedrich Mohs al Museu d'Història Natural de Viena. Breithaupt va ser un mineralogista sistemàtic prolífic i va originar el concepte de la paragènesis. El material havia estat originalment anomenat antimonickel en referència a la seva composició i descrit l'any 1833 per Friedrich Stromeyer.

## Característiques
La breithauptita és antimonur de níquel (NiSb). A part dels elements de la seva fórmula, pot contenir impureses de ferro, cobalt, arsènic i sofre. Cristal·litza en el sistema hexagonal de forma arborescent, disseminada i massiva; el cristalls són rars i prims en forma tabular o d'agulla de fins a 1 mm. La seva duresa a l'escala de Mohs és 5,5.
Segons la classificació de Nickel-Strunz la breithauptita pertany a «02.CC - Sulfurs metàl·lics, M:S = 1:1 (i similars), amb Ni, Fe, Co, PGE, etc.» juntament amb els següents minerals: achavalita, freboldita, kotulskita, langisita, niquelina, sederholmita, sobolevskita, stumpflita, sudburyita, jaipurita, zlatogorita, pirrotina, smythita, troilita, cherepanovita, modderita, rutenarsenita, westerveldita, mil·lerita, mäkinenita, mackinawita, hexatestibiopanickelita, vavřinita, braggita, cooperita i vysotskita.

## Formació i jaciments
La breithauptita es forma en venes hidrotermals de calcita associades amb menes de cobalt-níquel-argent.
La breithauptita ha estat trobada en 176 indrets del món. El territoris amb un nombre més gran de jaciments són, la part sud del Canadà, prop de la seva frontera amb els Estats Units, Escandinàvia, Gran Bretanya, Europa central (juntament amb França) i Austràlia. A l'Àsia hi ha jaciments a Rússia, la Xina, l'Índia i el Japó. A Catalunya n'existeixen jaciments a la mina Balcoll, situada al Priorat (Tarragona) i a les mines Montoliu, a la Vall d'Aran.
Sol trobar-se associada a altres minerals com: plata nativa, nickelina, maucherita, cobaltita, ullmannita, tetraedrita, pirrotita, cubanita, calcopirita, esfalerita, galena i calcita.